# Meester Priem
Baas Priem of Meester Priem is een sprookje uit Kinder- und Hausmärchen met volgnummer KHM178, opgetekend door de gebroeders Grimm. De oorspronkelijke naam is Meister Pfriem.

## Het verhaal
Baas Priem heeft geen moment rust, hij heeft overal kritiek op en weet alles beter. Hij zwaait heftig met beide armen als hij op straat loopt en op een dag slaat hij de emmer van een waterdraagster hoog in de lucht en geeft haar de schuld. Hij is schoenmaker en niemand kan meer dan een maand met hem samenwerken. Hij vindt zijn knechten luilakken en slaat ze met zijn riem op de rug. Als zijn vrouw 's ochtends het vuur aanmaakt, vindt hij dat ze te veel hout gebruikt en het huis kan in brand raken. De meiden mogen niet praten bij de wastobbe en hij vindt de nieuwe zeep te duur. Als er een nieuw huis wordt gebouwd, vindt hij dat ze geen rode zandsteen gebruiken moeten omdat die nooit droog wordt. Hij geeft een boer op zijn kop omdat hij vindt dat er geen paarden voor een zware kar gespannen mogen worden.
Hij gaat naar huis en geeft zijn leerjongen te horen dat hij de schoen te ver heeft uitgesneden, maar dit blijkt zijn eigen gemaakte schoen te zijn. 's Nachts droomt baas Priem dat hij gestorven is en aanklopt aan de hemelpoort. De apostel Petrus doet open en zegt dat baas Priem geen aanmerkingen op de hemel moet laten horen. Baas Priem zegt dat hij heus wel weet hoe het hoort en dat alles volmaakt is in de hemel. Hij loopt door de grote zalen en bromt wat in zichzelf. Twee engelen dragen een balk die iemand in zijn oog had, terwijl hij naar een splinter in de ogen van een ander zocht. Baas Priem vindt het maar dom, maar beseft dat het niet uitmaakt of je een balk in de lengte of dwars draagt. Dan ziet baas Priem twee engelen water uit een put in een vat scheppen, maar er zitten gaten in zodat ze de aarde met regen drenken. Baas Priem beseft dat je ook nutteloze dingen kan doen als je er maar plezier aan beleeft.
Dan ziet baas Priem een wagen in een diepe kuil en hoort dat de wagen beladen is met vrome wensen. De man bij de wagen vertelt dat hij niet op de goede weg kon komen, maar de wagen nog naar boven kon duwen en niet aan zijn noodlot overgelaten zal worden. Er komt een engel en deze spant twee paarden voor de wagen, maar baas Priem zegt dat het minstens vier moeten zijn. Er komt nog een engel met twee paarden en deze worden achter de wagen gespannen. Baas Priem begint dan te schelden over het domme gedrag, waarna hij de hemel wordt uitgegooid. Als hij omkijkt, ziet hij de gevleugelde paarden met de wagen wegvliegen. Baas Priem weet nu dat het in de hemel anders toegaat dan op aarde. Je ziet veel door de vingers, maar paarden tegelijk voor en achter de wagen spannen is te gek. Hij kon niet weten dat ze konden vliegen en het is dom om paarden vleugels te geven als ze al vier benen hebben. Baas Priem wil opstaan omdat anders alles fout gaat in zijn huis en is blij dat hij niet echt gestorven is.

## Achtergronden bij het sprookje
- Het sprookje is naar een verhaal uit Volksbüchlein (1827) van Ludwig Aurbacher.
- Het sprookje verscheen ook in Berliner Taschenbuch van Cäsar Albano Kletkes.
- Priem moet een bekend figuur zijn geweest in Duitsland, het type van kankeraar. Zelfs Luther noemt hem in zijn preek over 1 Korintiërs 15. Soms is hij voerman in plaats van schoenmaker.
- Sprookjes die zich gedeeltelijk in de hemel afspelen, of waar Petrus als hemelbewaker optreedt, zijn Het kind van Maria (KHM3), De kleermaker in de hemel (KHM35), Jan Plezier (KHM81), Speelhans (KHM82), De dorsvlegel uit de hemel (KHM112), Het boerke in de hemel (KHM167), Jonkvrouw Maleen (KHM198) en in de kinderlegende De hemelse bruiloft (KHM209).
- Het sprookje doet denken aan de kerstvertelling, waarin een persoon zijn eigen leven (en de gevolgen voor anderen) krijgt te zien door drie geesten. Zie ook A Christmas Carol van Charles Dickens.
- Baas Priem heeft overeenkomsten met Ebenezer Scrooge.